# Kanton Louhans
Louhans is een kanton van het Franse departement Saône-et-Loire. Het kanton maakt deel uit van het arrondissement Louhans.

## Gemeenten
Het kanton Louhans omvatte tot 2014 de volgende 9 gemeenten:
- Branges
- Bruailles
- La Chapelle-Naude
- Louhans (hoofdplaats)
- Montagny-près-Louhans
- Ratte
- Saint-Usuge
- Sornay
- Vincelles

Door de herindeling van de kantons bij decreet van 18 februari 2014, met uitwerking op 22 maart 2015 werd het kanton uitgebreid met volgende 11 gemeenten:
- Le Fay
- Juif
- Montcony
- Montret
- Sagy
- Saint-André-en-Bresse
- Saint-Étienne-en-Bresse
- Saint-Martin-du-Mont
- Saint-Vincent-en-Bresse
- Simard
- Vérissey